# Robert Pack
Robert John Pack jr. (New Orleans, 3 febbraio 1969) è un ex cestista e allenatore di pallacanestro statunitense, professionista nella NBA, in Spagna e in Lituania.

## Palmarès
- Campionato lituano: 1

Žalgiris Kaunas: 2004-05
- Lega Baltica: 1

Žalgiris Kaunas: 2004-05